# Правило Рунге
Правило Рунге — правило оценки погрешности численных методов, было предложено К. Рунге в начале 20 века.
Основная идея (для методов Рунге-Кутты решения ОДУ) состоит в вычислении приближения выбранным методом с шагом h, а затем с шагом h/2, и дальнейшем рассмотрении разностей погрешностей для этих двух вычислений.

## Применение правила Рунге

### Оценка точности вычисления определённого интеграла
Интеграл вычисляется по выбранной формуле (прямоугольников, трапеций, парабол Симпсона) при числе шагов, равном n, а затем при числе шагов, равном 2n. Погрешность вычисления значения интеграла при числе шагов, равном 2n, определяется по формуле Рунге:

{\displaystyle \Delta _{2n}\approx \Theta |I_{2n}-I_{n}|}, для формул левых и правых прямоугольников {\displaystyle \Theta =1}, для формул средних прямоугольников и трапеций {\displaystyle \Theta ={\frac {1}{3}}}, а для формулы Симпсона {\displaystyle \Theta ={\frac {1}{15}}}. В общем случае {\displaystyle \Theta ={{1} \over {2^{p}-1}}}. Под {\displaystyle p} понимается порядок погрешности использованного численного метода.
Таким образом, интеграл вычисляется для последовательных значений числа шагов {\displaystyle N=n_{0},2n_{0},4n_{0},\dots }, где {\displaystyle n_{0}} — начальное число шагов. Процесс вычислений заканчивается, когда для очередного значения N будет выполнено условие {\displaystyle \Delta _{2n}<\varepsilon }, где {\displaystyle \varepsilon } — заданная точность.

### Оценка точности численного решения ОДУ
Также применяется для оценки точности решений обыкновенных дифференциальных уравнений на регулярных сетках. Для оценки требуется решить задачу на 2 сетках, один раз с шагом h ({\displaystyle y_{i,h}}) и второй — с шагом h/2 ({\displaystyle y_{i,h/2}}). Формула
{\displaystyle {|y_{i,h}-y_{i,h/2}|} \over {2^{p}-1}}
дает погрешность решения {\displaystyle y_{i,h/2}}. Под {\displaystyle p} понимается порядок точности использованного численного метода.
Например, для численного метода, имеющего четвёртый порядок точности, формула принимает вид:
{\displaystyle {1 \over 15}|y_{i,h}-y_{i,h/2}|}